# Montrozier
Montrozier is een gemeente in het Franse departement Aveyron (regio Occitanie). De plaats maakt deel uit van het arrondissement Rodez. Montrozier telde op 1 januari 2022 1.748 inwoners.
In 1887 huwde de Parijse industreel en kunstverzamelaar Maurice Fenaille (1855-1937) met Marie Colrat, afkomstig uit Montrozier. Hij maakte van het familiekasteel waar zijn echtgenote was opgegroeid, zijn zomerverblijf en zette zich in voor de economische ontwikkeling van de streek.

## Geografie
De oppervlakte van Montrozier bedroeg op 1 januari 2022 46,78 vierkante kilometer; de bevolkingsdichtheid was toen 37,4 inwoners per km².
Montrozier ligt op ongeveer twintig kilometer van Rodez. De Aveyron stroomt door de gemeente.
De onderstaande kaart toont de ligging van Montrozier met de belangrijkste infrastructuur en aangrenzende gemeenten.

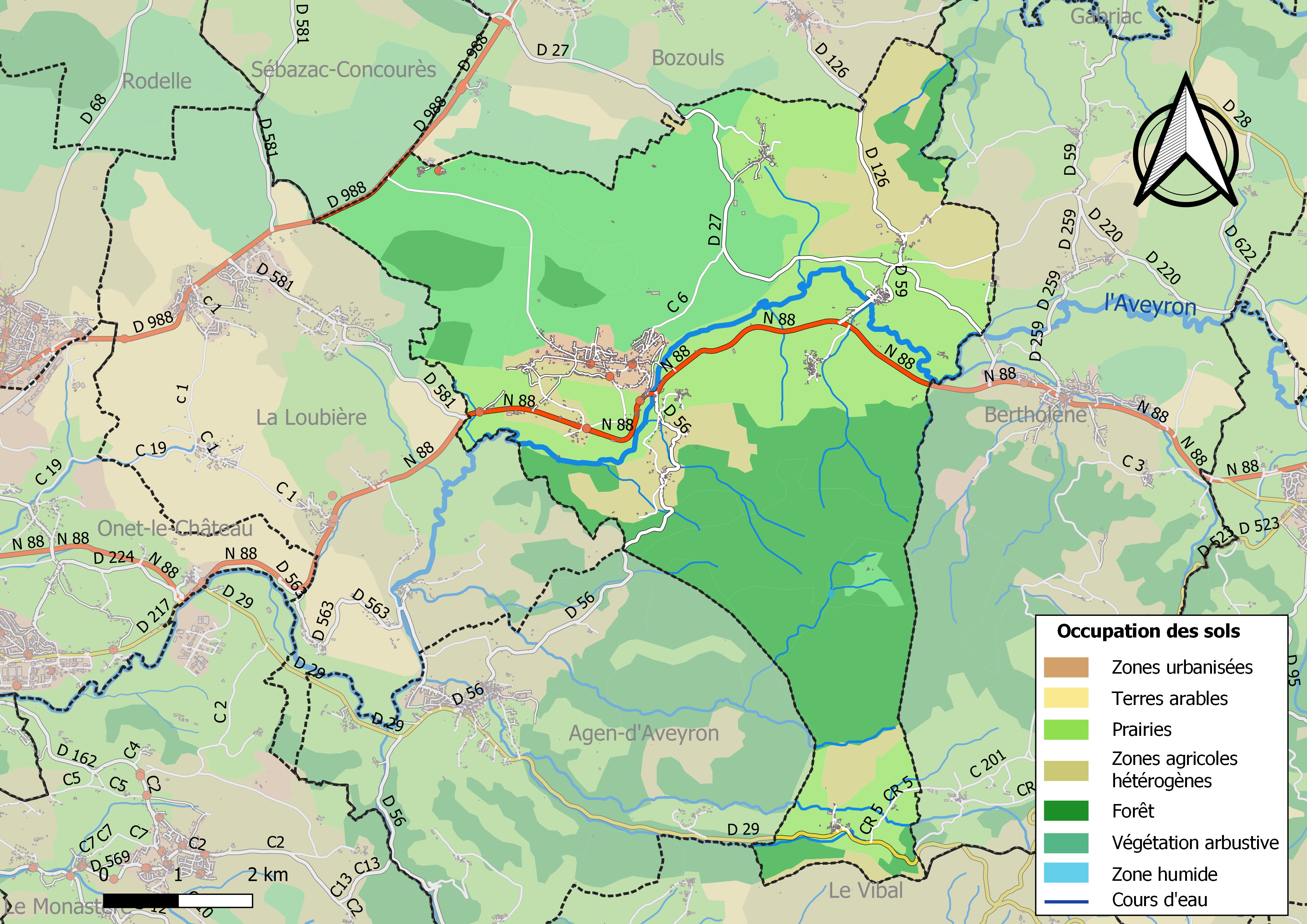

## Demografie
Onderstaande figuur toont het verloop van het inwonertal (bron: INSEE-tellingen).

Vanwege een beveiligingsprobleem met de MediaWiki Graph-software is het momenteel niet mogelijk deze grafiek weer te geven. Zodra de software is bijgewerkt zal de grafiek vanzelf weer zichtbaar worden.